# Teruel
Teruel je město v Aragonii (Španělsko), hlavní město stejnojmenné provincie. S přibližně  35 000 obyvateli je to nejméně osídlené středisko provincie ve Španělsku. Město leží na soutoku řek Guadalaviar a Alfambra v nadmořské výšce 915 m. Zima je zde velmi chladná, léta jsou teplá a suchá. Město je známé několika sakrálními stavbami aragonské mudéjarské architektury, uznanými za světové dědictví UNESCO.
Kromě kostelů Sv. Marie, Sv. Petra, katedrály Teruelské diecéze a věží El Salvador, Sv. Martina a Sv. Petra postavených v mudéjarském stylu, se zde nachází mauzoleum milenců z Teruelu a paleontologické centrum Dinópolis. Město lze přehlédnout z rozhledny Los Mansuetos. 38 km na východ od Teruelu leží město Albarracín, jedna ze středověkých památek.

## Historie
Teruel byl osídlen již za Iberů, později zdejší území obsadili Římané. Roku 714 město připadlo Arabovi Tárikovi. Titul města byl Teruelu udělen roku 1347 Petrem IV. Aragonským díky jeho účasti na válkách o sjednocení. Jméno města pochází ze spojení aragonských slov Tor (býk) a Uel (hvězda). Podle pověsti sem dorazily voje krále Alfonse II. Aragonského poté, co pronásledovaly divokého býka nad kterým se stejnou rychlostí vznášela hvězda. Když už tam dojely, dobyly muslimskou pevnost, kolem které později vyrostl Teruel.

### Občanská válka
Teruel se stal neslavně proslulým za španělské občanské války (1936-1939), kdy byl dějištěm tzv. Bitvy o Teruel. Poté, co padl do rukou povstalců na začátku války, se stal jediným městem, které Republika dobyla, než ji znovu získaly Frankovy jednotky. Zajímavostí je, že v bitvě o Teruel byl, v předehře druhé světové války, poprvé použit německý letoun Ju 87 Stuka.

## Fotogalerie

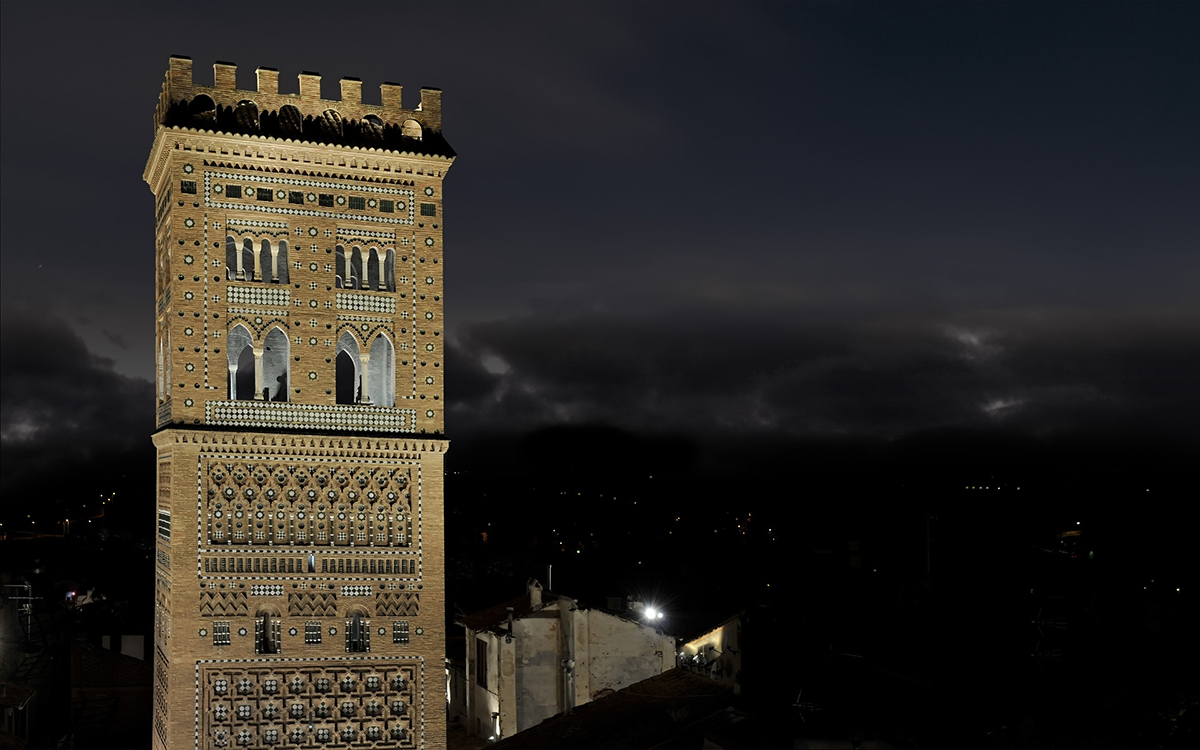
věž El Salvador z 14. století
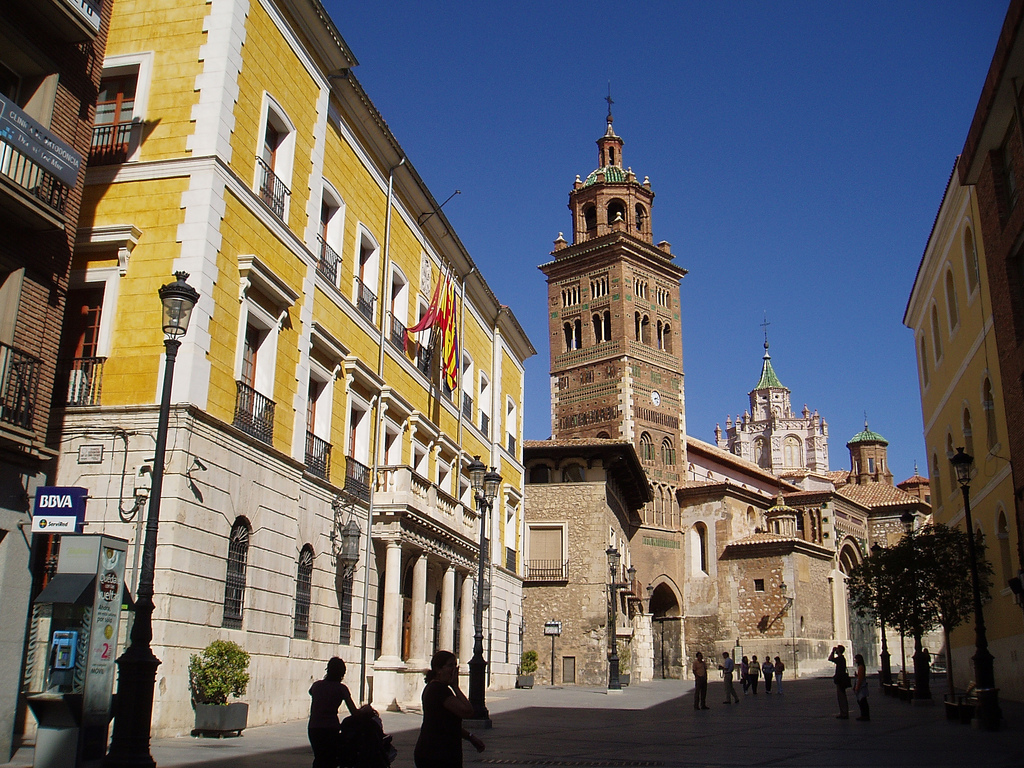
zdejší radnice a katedrála
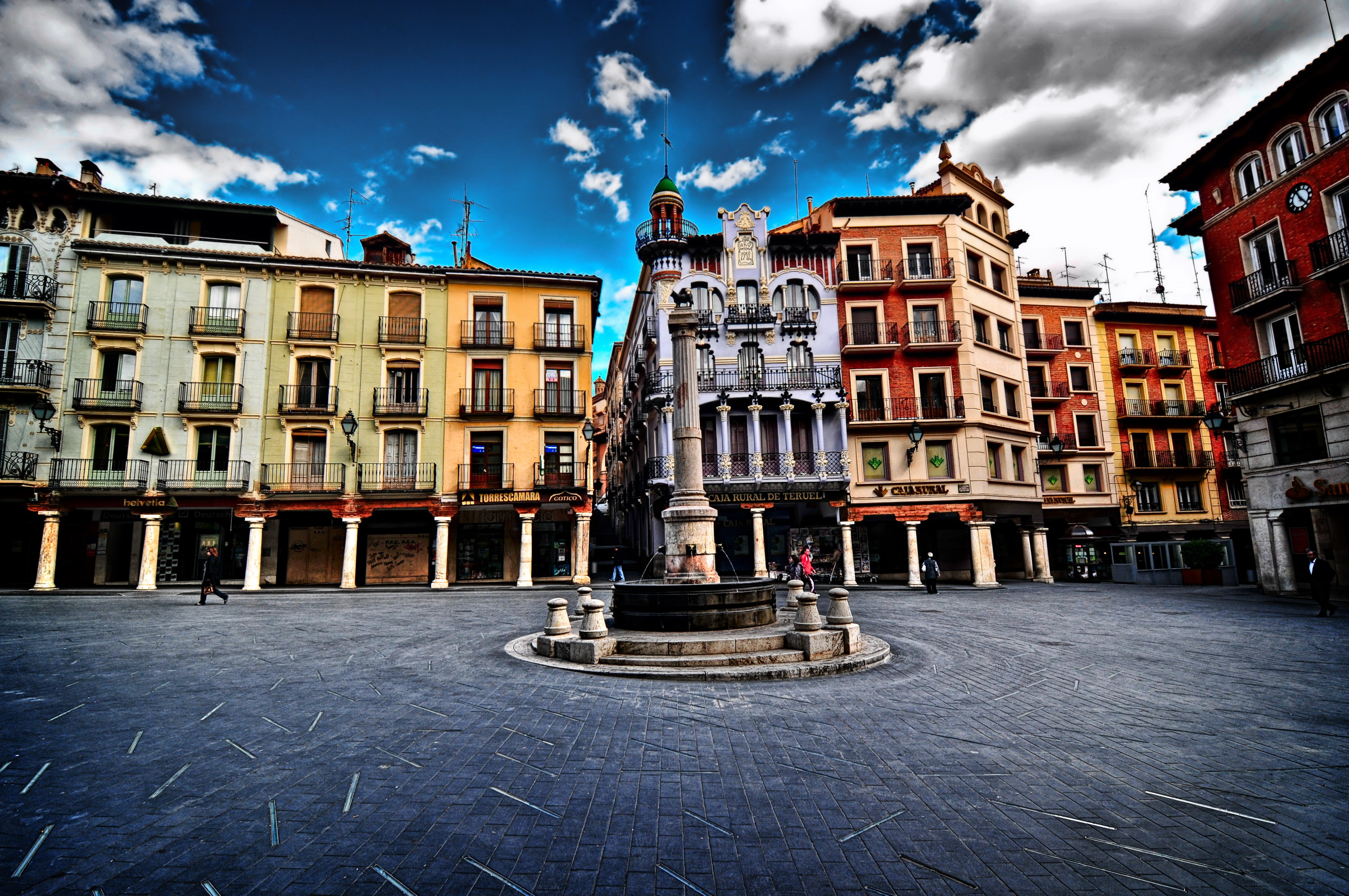
náměstí Plaza del Torico